# Jonathan Bartley
Jonathan Bartley (Londra, 16 ottobre 1971) è un politico britannico.
Dal 2 settembre 2016 è uno dei due leader di Partito Verde di Inghilterra e Galles. Prima ha condiviso la posizione con Caroline Lucas e dal 4 settembre 2018 con Siân Berry. È stato anche il portavoce dei Verdi per il lavoro e le pensioni.

## Biografia

### Infanzia e famiglia
Bartley è nato a Londra il 16 ottobre 1971. Suo padre era Christopher Bartley, un consulente medico dell'NHS e un veterano della Normandia.
Bartley ha frequentato il Dulwich College dal 1980 al 1989 e, dopo il diploma di scuola superiore, la London School of Economics and Political Science, dove si è laureato nel 1994.

### Attività professionale e politica
Dopo la laurea, Bartley ha lavorato per diversi anni come ricercatore trasversale e assistente parlamentare nel Parlamento del Regno Unito. Era un membro della squadra per la campagna di John Major nell'elezione del leader del Partito conservatore contro John Redwood.
Nel 2002, Bartley ha co-fondato Ekklesia, un think tank cristiano dedicato al "ruolo mutevole di credenze, valori e credenze/miscredenze nella vita pubblica". Nel 2008 ha co-fondato l'Accord Coalition, che lavora per sradicare la discriminazione religiosa nei sistemi scolastici inglese e gallese.
Collabora regolarmente con The Big Questions della BBC One. In precedenza, è stato su BBC Radio 4 “Thought for the Day” e “The Moral of the Story” di ITV ed è stato editorialista per Church Times. È stato ospite di The Moral Maze della BBC Radio 4 e ha scritto per il quotidiano The Guardian. Ha anche rappresentato il Partito Verde di Inghilterra e Galles nei media, incluso il dibattito sul welfare, alla BBC alle elezioni generali del 2015, lui e l'ex ministro del lavoro e delle pensioni Iain Duncan Smith del Partito conservatore si sono scontrati.

#### Incidente con David Cameron
Il 27 aprile 2010, mentre Bartley e suo figlio Samuel stavano aspettando un appuntamento in ospedale all'Evelina London Children's Hospital, un rappresentante del Partito conservatore gli chiese se gli sarebbe piaciuto incontrare l'allora presidente del partito David Cameron. Bartley acconsentì e gli ufficiali del partito portarono Cameron da lui.
Bartley lo ha poi criticato per aver affermato che i piani di educazione conservativa avrebbero aumentato l'emarginazione dei bambini disabili, poiché si parlava di porre fine all'inclusione dei bambini con bisogni speciali nelle scuole tradizionali. In relazione al suo tentativo di due anni di portare suo figlio nella scuola ordinaria, Bartley ha anche chiesto perché il Partito Conservatore non ha incoraggiato i bambini con disabilità a frequentare la scuola tradizionale. Cameron ha detto: "Questo è assolutamente certo, signore, te lo prometto." Tuttavia, un fact check su Channel 4 ha successivamente smentito l'affermazione di Cameron.

#### Carriera con i Verdi

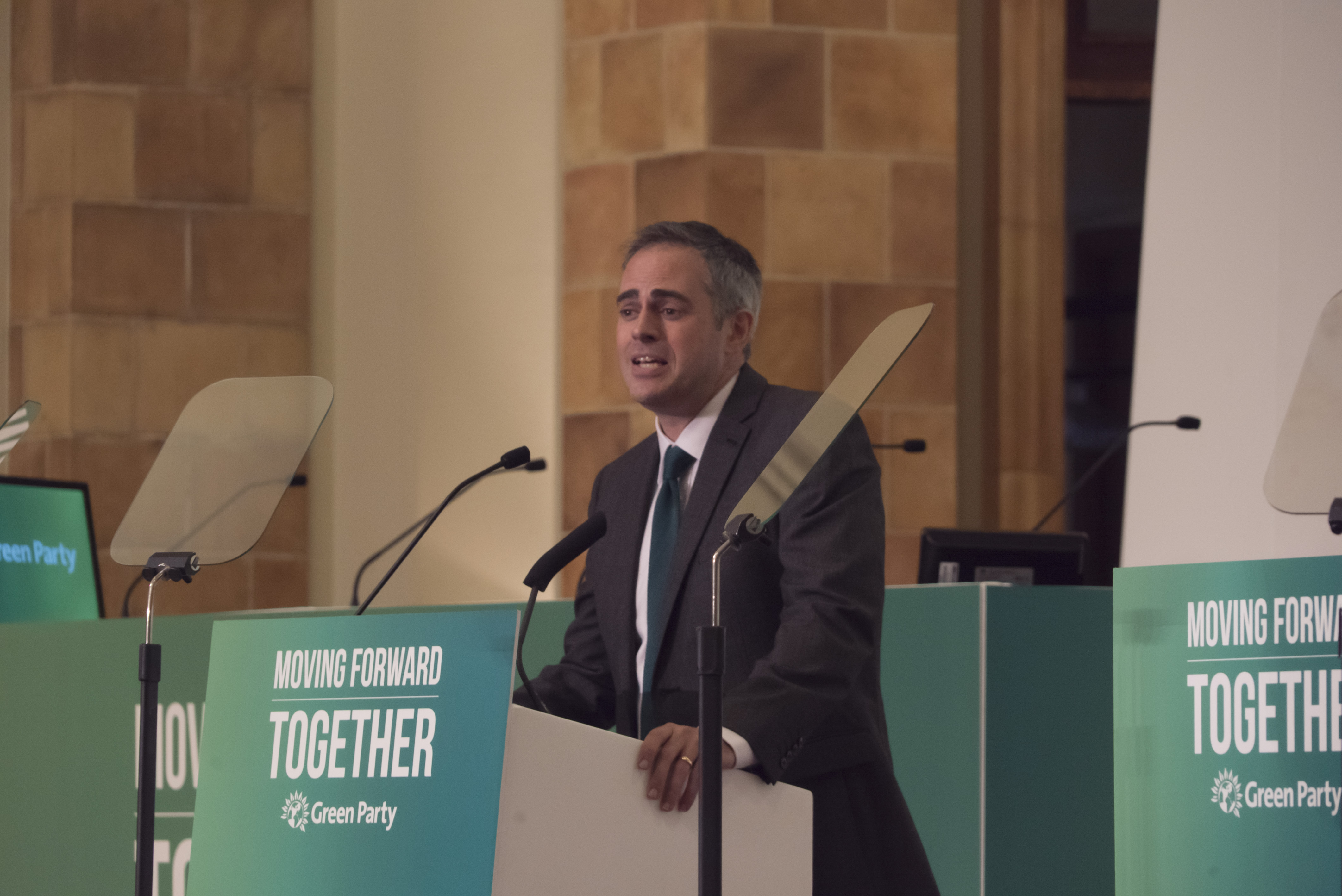
Bartley alla Conferenza del Partito Verde.

Nel 2012, Bartley è stato selezionato come candidato dei Verdi per i collegi elettorali di Lambeth e Southwark per le elezioni dell'Assemblea di Londra e ha ottenuto oltre 18.000 voti. Bartley ha anche agito come addetto stampa del partito.
Nel 2014, Bartley ha prestato servizio nel quartiere di St. Leonard nel consiglio di Lambeth come candidato per il Partito Verde di Inghilterra e Galles. È arrivato quinto.
Bartley è stato il candidato dei Verdi per il collegio elettorale londinese di Streatham nelle elezioni generali del 2015 e ha ricevuto 4.421 voti (8,9%) rispetto all'1,8% nelle elezioni generali del 2010.
Bartley si è presentato nel suo partito come candidato principale alle elezioni del sindaco di Londra nel 2016, ma è stato sconfitto da Siân Berry. Corse con successo insieme a Caroline Lucas per l'elezione del presidente del partito. Bartley e Lucas hanno chiaramente prevalso con 13.570 voti contro David Malone, che ha ottenuto 956 voti. Nel 2018, Bartley è stato confermato in carica, questa volta con Siân Berry.
Il 3 maggio 2018, Bartley è stato eletto consigliere verde per il quartiere di St. Leonard nel consiglio di Lambeth. È leader del gruppo parlamentare e leader dell'opposizione nel consiglio.

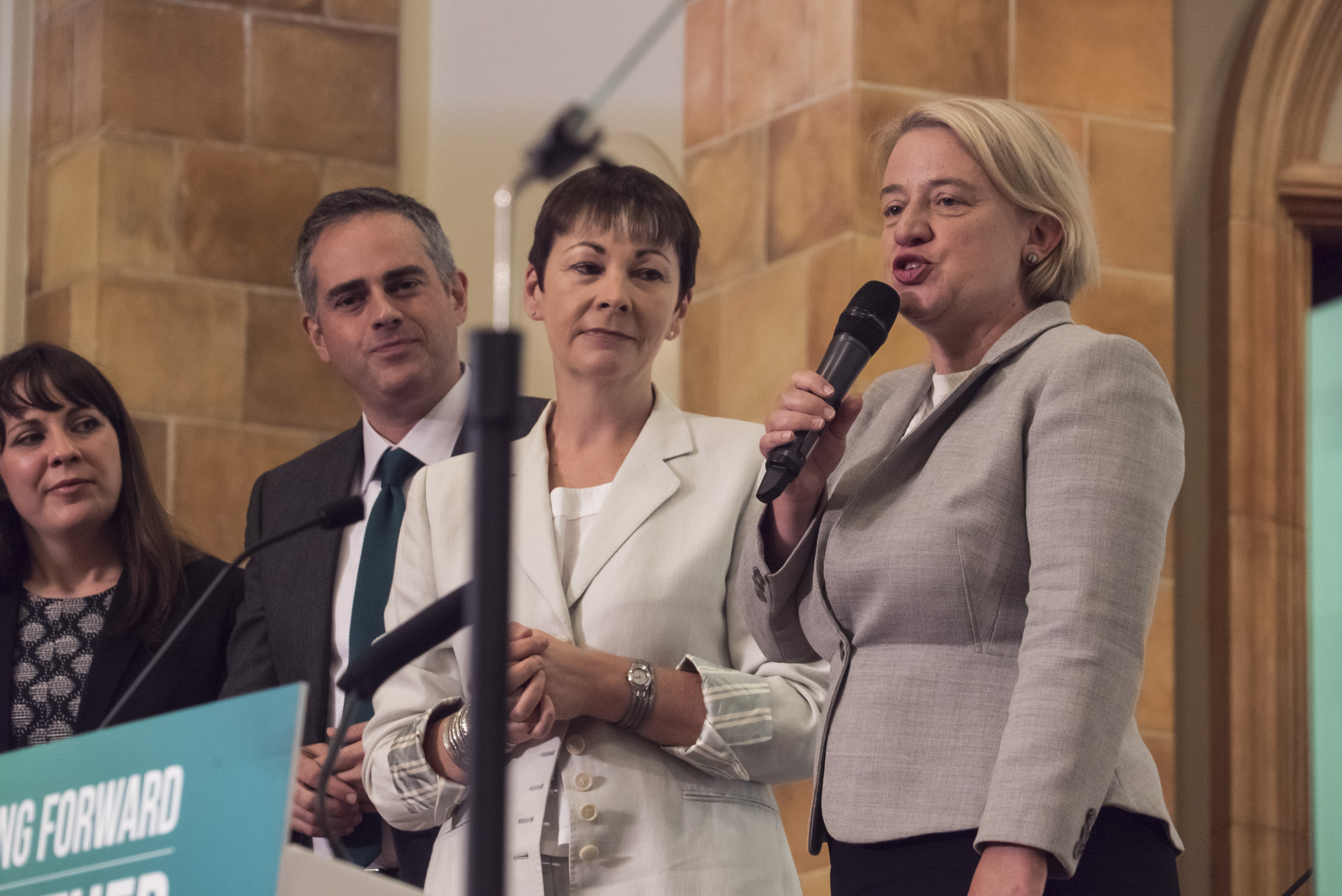
Jonathan Bartley, Caroline Lucas e Natalie Bennett.

Nel corso delle elezioni generali del 2019, Bartley ha corso nel collegio elettorale di Dulwich e West Norwood, dove è arrivato secondo con il 16,5% dei voti, davanti al candidato del Partito Conservatore. I liberaldemocratici hanno rinunciato al proprio candidato a favore di Bartley.